# 布利斯-萊維特Mk 6型魚雷
布利斯-萊維特Mk 6型魚雷是E.W.布利斯公司於1911年研發，生產的布利斯-萊維特魚雷。它的主發動機是水平渦輪發動機，而不是所有其他布利斯-萊維特魚雷使用的垂直渦輪發動機。Mk 6型魚雷的深度和陀螺儀控制系統也被合併到一個集成單元中。E.W.布利斯公司生產了約100枚Mk 6型魚雷，被部署在巡洋艦、驅逐艦和E、F、G級潛艇上。在Mk 7型魚雷之前設計的Mk 6型魚雷和其他魚雷都被劃定為過時產物，於1922年退役。